# 王崇古 (明朝)
王崇古（1515年—1588年），字學甫，號鑑川，山西蒲州（今山西永濟）人。明朝政治人物。官至兵部尚書。

## 生平
王瑤三子。嘉靖十六年丁酉科山西鄉試舉人，二十年（1541年）辛丑科進士，为安庆（今安徽安庆市）、汝宁（今河南汝南县）知府。喜論兵事，悉諸邊隘塞。歷任刑部主事、陝西按察使、河南布政使。嘉靖三十四年（1555年）為常鎮（常州、鎮江）兵備副使，擊倭寇於夏港，嘉靖四十三年（1564年）升任都察院右僉都御史，巡撫寧夏，“身历行阵，修战守，纳降附，数出兵捣巢”。隆慶初年，受任總督陝西、延、寧、甘肅軍務。隆慶四年（1570年），改總督山西、宣、大軍務，力主與俺答議和互市，自是邊境休寧，史称“俺答封贡”或"隆慶議和"，“边境休息，东起延永，西抵嘉峪七镇，数千里军民乐业，不用兵革，岁省费什七”。《明史》谓“崇古身历七镇，勋著边陲”。
張居正給予非常高的評價：此所謂非常之事，非公(王崇古)孰能為之？
万历元年（1573年）九月，入京，督理军营，万历三年九月，任刑部尚书。五年任兵部尚书。是年十月，告老還鄉。万历十六年病故，赠太保，谥襄毅。

## 著作
著有《王襄毅公奏议》十五卷、《公余漫稿》五卷、《王鉴川文集》四卷、《王督抚集》一卷。

## 家族
山西蒲州宣化坊人，系出龙门，后徙荣河。元季始祖王仲文为河中府掾，配戈孺人，洪武初籍于蒲。仲文生彦纯，彦纯生秉信，秉信生景严，是为王崇古高祖。曾祖王榮，壽官。祖父王馨（？-1522年），号敬斋，以贡士授邓州训导，升鲁山教谕，赠征仕郎中书舍人；配张氏赠孺人。父王瑶（1474-1550年），字文允，号素庵，累试不第，家业中衰，乃改为行商。以子貴封刑部河南司主事。母孙安人，先卒；继母孟安人。

## 延伸阅读
[在维基数据编辑]
 《國朝獻徵錄·卷之三十九》，出自焦竑《國朝獻徵錄》
 《明史卷二百二十二》，出自《明史》